# Eilema griseaplagata
Eilema griseaplagata är en fjärilsart som beskrevs av Bethune-Baker. Eilema griseaplagata ingår i släktet Eilema och familjen björnspinnare. Inga underarter finns listade i Catalogue of Life.